# ساندرو بيلوكي
ساندرو بيلوكي (بالإيطالية: Sandro Bellucci)‏ هو منافس ألعاب قوى إيطالي، ولد في 21 فبراير 1955 في لانوفيو في إيطاليا.

## وصلات خارجية
- ساندرو بيلوكي على موقع الاتحاد الدولي لألعاب القوى (الإنجليزية)
- ساندرو بيلوكي على موقع اللجنة الأولمبية الدولية (الإنجليزية)
- ساندرو بيلوكي على موقع أوليمبيديا (الإنجليزية)
- ساندرو بيلوكي على موقع اللجنة الأولمبية الإيطالية (الإيطالية)